# Lethrus sulcipennis
Lethrus sulcipennis là một loài bọ cánh cứng trong họ Geotrupidae. Loài này được Kraatz miêu tả khoa học năm 1883.